# Röhrmoos
Röhrmoos est une commune de Bavière (Allemagne), située dans l'arrondissement de Dachau, dans le district de Haute-Bavière.

## Jumelage
- Taradeau (France) depuis 1990